# To Be Alone with You
To Be Alone with You – piosenka skomponowana przez Boba Dylana, nagrana przez niego w lutym 1969 roku, i wydana na albumie Nashville Skyline w kwietniu 1969 roku.

## Historia i charakter utworu
Utwór ten został nagrany na pierwszej sesji do albumu 13 lutego 1969 r. Powstało jego 8 wersji. Efektem tej sesji były także: „I Threw It All Away”, „One More Night”, pierwsza wersja „Lay Lady Lay”, tajemniczy „Blues” oraz jeden nieznany utwór.
Dylan wspominał, że kiedy wszedł do studia w Nashville miał gotowe cztery piosenki. I faktycznie 13 lutego zostały nagrane 4 utwory. Jednak „Lay Lady Lay” wymagała ponownego nagrania na następnej sesji 14 lutego. Nawet „One More Time” i „To Be Alone with You” nie miały jeszcze podstawowego tekstu i musiały być wielokrotnie nagrywane, ze zmieniającym się tekstem.
Nieznany utwór, prawdopodobnie instrumentalny, był, być może, wczesną wersją „Nashville Skyline Rag”, i również musiał zostać ponownie nagrany, co miało miejsce 17 lutego.
„To Be Alone with You” jest prostą piosenką o miłości, jednak znak zapytania w ostatnim wersie połowy pierwszej zwrotki
To be alone with you
Just you and me
Now won’t you tell me true
Ain’t that the way it oughta be?
zdaje się burzyć idyllę. Narrator utworu podejmuje się rzeczy, której najwyraźniej nie czuje, i sam ma co do tego wątpliwości.

## Muzycy
- Bob Dylan – gitara, harmonijka, wokal, pianino
- Charlie McCoy – gitara basowa
- Kenneth Buttrey – perkusja
- Pete Drake – elektryczna gitara hawajska
- Norman Blake – gitara
- Charlie Daniels – gitara
- Bob Wilson – pianino

## Koncerty, na których Dylan wykonywał utwór
Dylan wykonywał tę piosenkę na początku lat 90. XX wieku. 10 lat później kompozycja ta otwierała jego koncerty. Nabrała wtedy bardziej rockandrolowego charakteru.

## Wersje innych artystów
- Catherine Howe – Harry (1975)
- Marshall Chapman – Take It on Home (1982)
- Steve Gibbons – On the Loose (1992)
- Sue Foley – Big City Blues (1995)
- Michel Montecrossa – 4th Time Around (2001)